# Hishimonoides
Hishimonoides — род цикадок из отряда Полужесткокрылых. 

## Описание
Цикадки размером 4-5 мм. Умеренно стройные, с округло-тупоугольно выступающей головой. В СССР 1 вид красновато-бурого цвета.
- Hishimonoides chinensis Anufr. — Забайкалье. Китай. Монголия